# Konoe Iehira
Konoe Iehira (近衛 家平?   1282 – 1324) fue un kugyō (cortesano japonés de clase alta) que vivió durante la era Kamakura. Fue miembro de la familia Konoe (derivada del clan Fujiwara) e hijo del regente Konoe Iemoto.

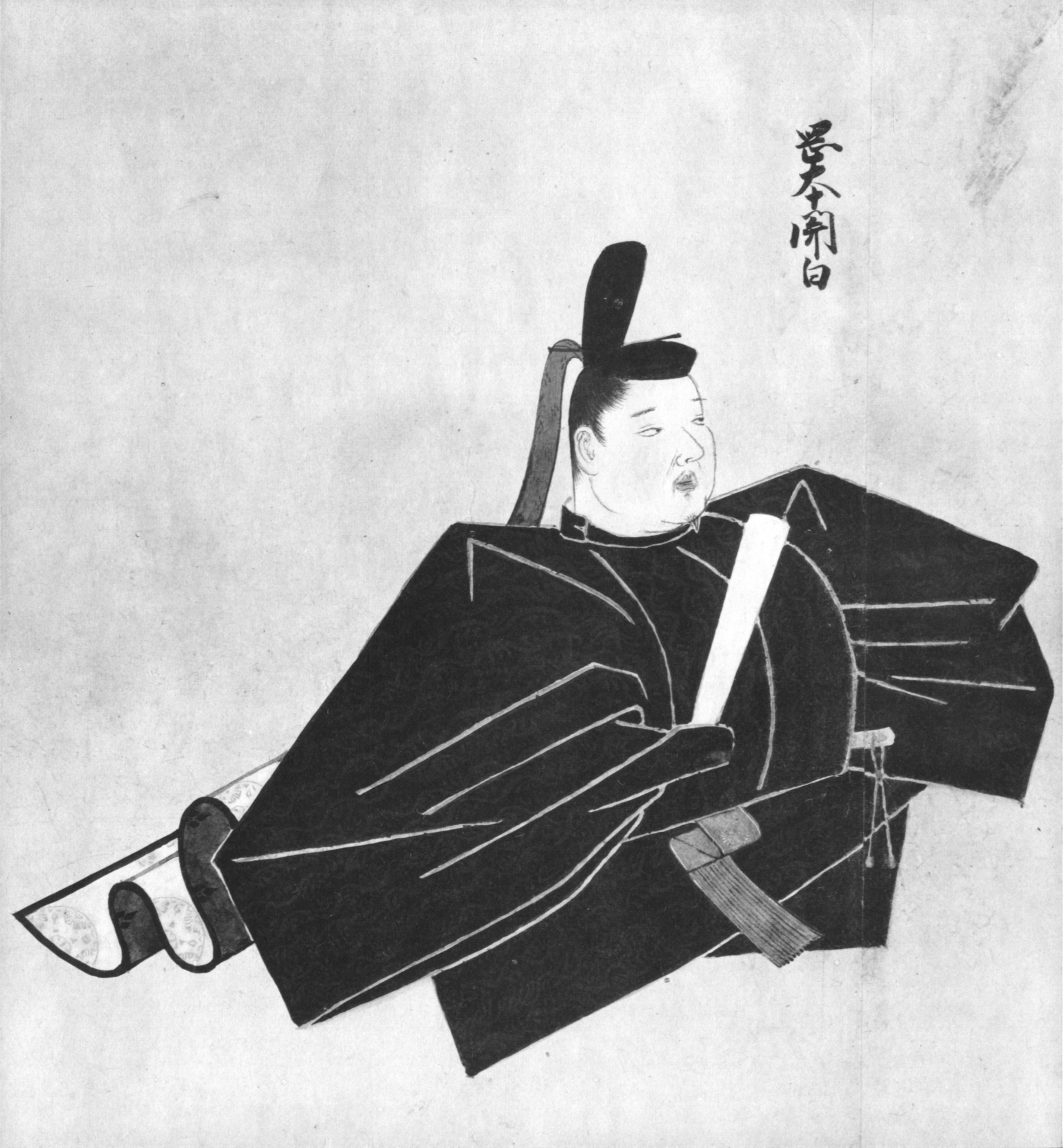
Konoe Lehira

Ingresó a la corte imperial en 1290 con el rango shōgoi inferior, ascendido a jushii superior y luego a jusanmi en 1291. Fue nombrado gonchūnagon en 1292, posteriormente fue promovido al rango shōsanmi en 1293, a junii en 1294, y en 1295 al rango shōnii y nombrado gondainagon.
Fue designado naidaijin en 1305, siendo promovido en 1306 a udaijin hasta 1309, cuando fue ascendido a sadaijin hasta 1314. En 1306 fue ascendido al rango juichii. Finalmente en 1313 fue nombrado líder del clan Fujiwara y kanpaku (regente) del Emperador Hanazono hasta 1315. 
En 1324 abandonó su vida como cortesano y se convirtió en monje budista (shukke), falleciendo en el mismo año. Tuvo como hijo al regente Konoe Tsunetada.